# أمريكيون أوروبيون
أول صف  (من اليمين): أيرينيه دو بونت • ثيودور روزفلت • سام هيوستن • بنجامين فرانكلين 

ثاني صف  (من اليمين): لويس ألفاريز • زبغنيو بريجينسكي • جون د. روكفلر • جون كينيدي 

أمريكيون أوروبيون (بالإنجليزية: European American)‏ هم مواطني الولايات المتحدة من أصول أوروبية ويشكلون أكثر من 70% من الشعب الأمريكي وتقدّر اعدادهم بأكثر من 275 مليون نسمة.
كان الإسبان أقدم المجموعات الأوروبيَّة في ما يُعرف اليوم في الولايات المتحدة. يُعتبر مارتن دي أرغييس الذي ولد في عام 1566 في سانت أوغسطين، في ولاية فلوريدا، أول مولود من أصل أوروبي ولد على الأراضي في ما يعرف الآن بالولايات المتحدة.
في إحصائية تعود لعام 2009 يعتبر الألمان الأمريكيون (16.5%) أكبر مجموعة أمريكية من أصول أوروبيَّة، يليهم الأمريكيون الأيرلنديون (11.9%)، الأمريكيون الإنجليز (9.0%) والأمريكيون الإيطاليون (6.4%) تشكل هذه المجموعات مجتمعة نسبة 43.8% من مجموع السكان في الولايات المتحدة.
عمومًا، لدى مجموعة ال أمريكيون من أصول أوروبيَّة أدنى معدلات الفقر، وثاني أعلى مستويات في التحصيل العلمي والحصول على شهادة جامعية، وثاني أعلى متوسط دخل الأسرة، ومتوسط الدخل الشخصي. ويعتبر الأمريكيون الأوربيون ثاني أكثر المجموعات العرقية ثراءً وتعليمًا بعد الأميركيين الآسيويين.
على الرغم من أنّ الولايات المتحدة تعد أمة متعددة الثقافات كونها تضم مجموعات متنوعة من المجموعات العرقية والتقاليد والقيم، إلا أن الأمريكيون الأوروبيون هم الذين أعطوا للولايات المتحدة الأميركية هويتها السياسيَّة والثقافيَّة والدينيَّة والاقتصادية. وتعد الثقافة الغربية الثقافة الأساسية بين الأمريكيين، وهي مستمدة من تقاليد المهاجرين الأوروبيين غير أنها متأثرة بمصادر كثيرة أخرى مثل تقاليد العبيد الأفارقة. أضافت الهجرة المتزايدة من آسيا وأمريكا اللاتينية مزيداً من التنوع الثقافي ورغم ذلك تحافظ تلك المجموعات المختلفة على جذورها الثقافية المميزة وعلى الرغم من ذلك تبقى الثقافة الأوروبية الثقافة المهيمنة على ثقافة الولايات المتحدة.

## ديموغرافيا

النسبة المئوية للسكان البيض حسب الولاية في سنة 2010 :
أقل من 50 %
50 - 60 %
60 - 70 %
70 - 80 %
80 - 90 %
أكثر من 90 %

أكبر إحدى عشرة أنساب أوروبيّة في الولايات المتحدة كما ذكرت في تعداد عام 2000: يذكر أن نسب من يعتبر نفسه أمريكيًا النسب هم في الغالب من البيض ذوي الأصول الإنجليزية والأيرلندية والإسكتلندية والتي عاشت أسلافها في الولايات المتحدة لعدة قرون.
| مرتبة | أصول                 | العدد      | نسبة من مجمل السكان |
| ----- | -------------------- | ---------- | ------------------- |
| —     | بريطانيا (1801–1922) | 66,224,627 | 23.3%               |
| 1     | ألمان                | 42,841,569 | 15.2%               |
| 2     | أيرلنديون            | 30,524,799 | 10.8%               |
| 3     | إنجليز               | 24,509,692 | 8.7%                |
| 4     | أمريكيون             | 20,188,305 | 7.2%                |
| 5     | إيطاليون             | 15,638,348 | 5.6%                |
| 6     | بولنديون             | 8,977,235  | 3.2%                |
| 7     | فرنسيون              | 8,309,666  | 3.0%                |
| 8     | أسكتلنديون           | 4,890,581  | 1.7%                |
| 9     | هولنديون             | 4,541,770  | 1.6%                |
| 10    | أمريكيون نرويجيون    | 4,477,725  | 1.6%                |
| 11    | أسكتلنديون-أيرلنديون | 4,319,232  | 1.5%                |

## الثقافة

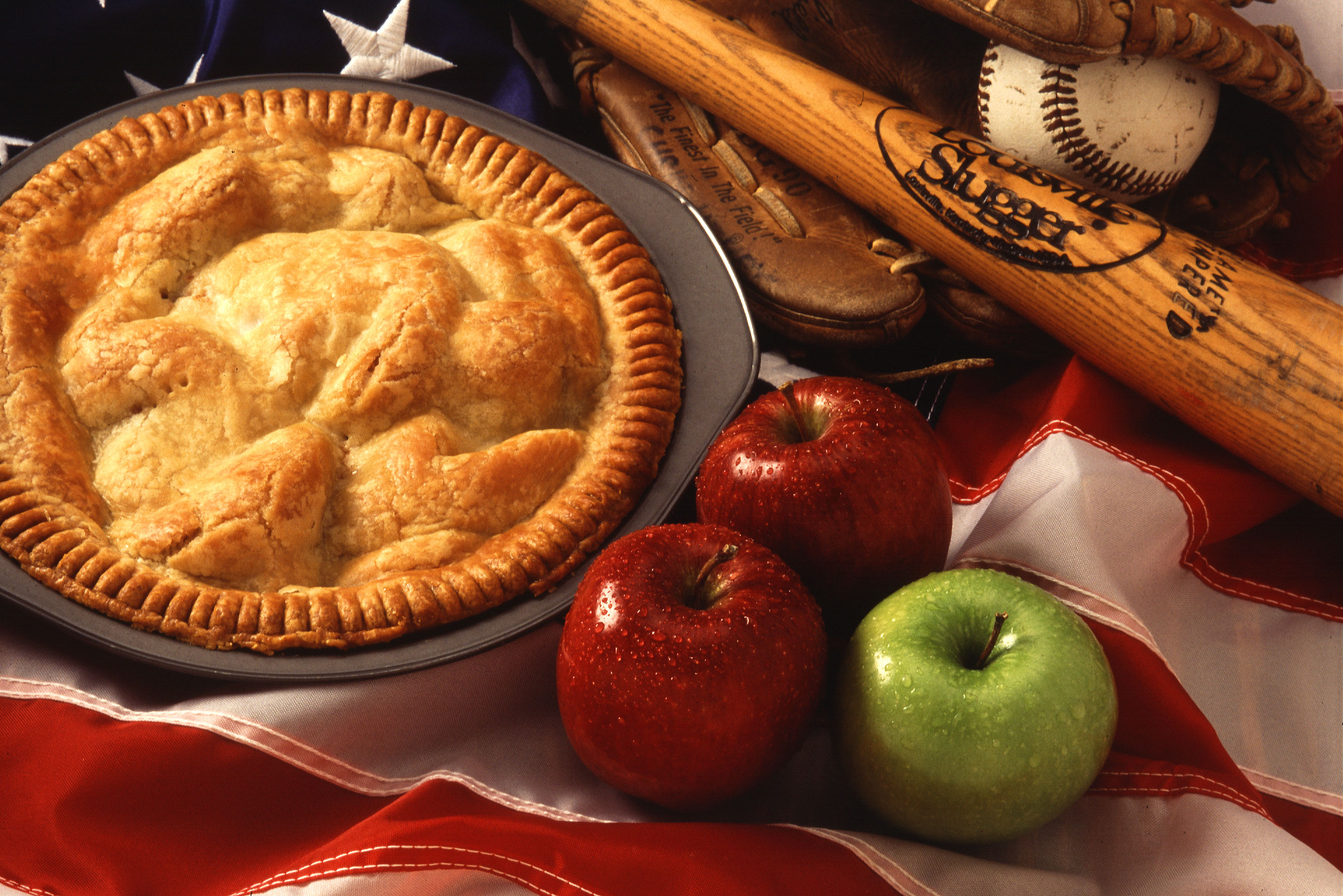
الرموز الثقافية الأمريكية: فطيرة التفاح وكرة القاعدة والعلم الأمريكي وهي من الأيقونات الثقافية ذات الجذور الأوروبية.

تعد الولايات المتحدة أمة متعددة الثقافات كونها تضم مجموعات متنوعة من المجموعات العرقية والتقاليد والقيم. بصرف النظر عن السكان الأصليين للولايات المتحدة بما في ذلك سكان جزر هاواي الأصليون، فقد هاجر معظم السكان تقريباً أو أسلافهم في غضون القرون الخمسة الماضية. تعد الثقافة الغربية الثقافة الأساسية بين الأمريكيين، وهي مستمدة من تقاليد المهاجرين الأوروبيين غير أنها متأثرة بمصادر كثيرة أخرى مثل تقاليد العبيد الأفارقة. أضافت الهجرة المتزايدة من أوروبا مثل اليونانية والإيطالية والبولندية مزيداً من التنوع الثقافي الأوروبي ورغم ذلك تحافظ تلك المجموعات المختلفة على جذورها وهويتها الثقافية والعرقيّة المميزة.
يعتبر البيض الأنجلو-ساكسون البروتستانت جزءًا من الطبقة العليا الثريَّة والمتعلمَّة في الولايات المتحدة. أي بمثابة النخبة الاجتماعية التي تتحكم في الإقتصاد والسياسة والمجتمع الأميركي، والعديد من الواسب هم خريجو الجامعات المرموقة في الولايات المتحدة خاصَّةً جامعات رابطة اللبلاب، فقد أسس الواسب العديد من الجامعات المرموقة في الولايات المتحدة مثل جامعة هارفارد وجامعة ييل ومعهد ماساتشوستس للتقنية. على الرغم من إن المجتمع الأميركي يتكون من أقوام وأديان مختلفة، إلا أن الآنجلوساكسون البيض البروتستانت هم الذين أعطوا للولايات المتحدة الأميركية هويتها السياسيَّة والثقافيَّة والدينيَّة والاقتصادية.